# Josh Young
Joshua Adam Young (* 26. April 1988 in Lawton, Oklahoma) ist ein US-amerikanischer Basketballspieler. Der Combo Guard spielt seit 2010 in Deutschland und geht zurzeit für den SC Rasta Vechta auf Korbjagd.

## Karriere

### Highschool und College
Young begann seine Basketballkarriere an der Lawton Christian Highschool. Anschließend entschied er sich zum Wechsel an die Drake University (US-Bundesstaat Iowa). Dort avancierte Young zu einem der Leistungsträger seiner Mannschaft. In allen seinen vier Jahren in der NCAA punktete er zweistellig. Am Ende seiner Collegezeit hatte Young unzählige interne Universitätsrekorde gebrochen. Bis Februar 2018, als er von Reed Timmer überholt wurde, führte er die „ewige Korbjägerliste“ der Hochschule an. Einer seiner Mannschaftskollegen war auch der ehemalige Bundesligaspieler Jonathan Cox (Giants Düsseldorf und BG Karlsruhe). Außerdem machte er in Drake den Bachelor in Management und Marketing.

### Profikarriere
Nach vier Jahren am College versuchte Young, in der NBA unterzukommen, allerdings (nach einem Probetraining mit den Oklahoma City Thunder) ohne durchschlagenden Erfolg. Er wurde zwar anschließend im Draft der NBA Development League von den Austin Toros in der dritten Runde gezogen, doch diese entließen ihn bereits im Trainingslager. Nun suchte Young nach Möglichkeiten, im Ausland einen Verein zu finden, doch ein Engagement bei ASS de Sale in Marokko zerschlug sich.
Im Dezember 2010 reagierten die Bayer Giants Leverkusen nach einer länger anhaltenden Talfahrt in der ProB und verpflichteten Young als neuen „Heilsbringer“ des Rekordmeisters. Nach nicht einmal 24 Stunden in Leverkusen erzielte er gegen die Hertener Löwen gleich 20 Punkte. Es war Young, der die Giants zurück in die Spur brachte: In den zehn Spielen mit ihm gewannen die Leverkusener sechs und erreichten somit noch knapp die neugeschaffenen ProB-Playoffs. Ein Highlight setzte er am 12. Januar 2011 im Heimspiel gegen den BSV Wulfen, als er alleine 43 Punkte (davon sieben Dreier) markierte. Dies war Saisonbestleistung in der Kategorie „Punkte in einem Spiel“. Mit durchschnittlich mit 26,7 Punkten pro Spiel war er bester Korbschütze der Liga. Die Bayer Giants Leverkusen schieden anschließend gegen Erdgas Ehingen/Urspringschule aus.
Im Mai 2011 gab der Bundesligist Walter Tigers Tübingen die Verpflichtung von Young bekannt. Er erhielt einen Zweijahresvertrag. Hinter Louis Campbell und Vaughn Duggins wurde er zum Ersatz auf den Aufbaupositionen und erzielte knapp über zehn Punkte pro Spiel. Sein Vertrag wurde bereits im März 2012 um ein weiteres Jahr verlängert. Zusätzlich wurde er nach dem Abgang von Campbell zur Saison 2012/13 von Head-Coach Igor Perović zum Mannschaftskapitän der Walter Tigers ernannt. Young bestritt zwar alle 34 Spiele und startete auch in den meisten Spielen, doch er konnte nicht ganz an die Leistungen der Vorsaison anknüpfen.
Im September 2015 wechselt er zu Rasta Vechta in die 2. Bundesliga Pro A und kam aus Verletzungsgründen aber nur zu sechs Einsätzen. In der Saison 2016/17 spielte er für den Nürnberg Falcons BC (ebenfalls ProA), ehe er im Sommer 2017 nach Vechta zurückkehrte. Zum Gewinn der Meisterschaft 2017/18 in der 2. Bundesliga ProA trug Young in 38 Spielen im Verlauf der Saison 2017/18 im Schnitt 9,2 Punkte bei und spielte auch nach der Bundesliga-Rückkehr in Vechta. Er erreichte mit Rasta im Spieljahr 2018/19 überraschend das Bundesliga-Halbfinale und trug im Saisonverlauf Mittelwerte von 12,2 Punkten, 2,8 Korbvorlagen sowie 2,3 Rebounds pro Begegnung bei. 2021 stieg er mit den Niedersachsen aus der Bundesliga ab und setzte seine Laufbahn mit Vechta in der zweiten Liga fort.

## Persönliches
Josh Young hat vier Schwestern und einen Bruder. 

## Erfolge
- Erreichen der ProB-Playoffs 2011
- ProB: Mannschaft des Jahres 2011 (benannt von eurobasket.com)[12]
- ProB: Auswahl der besten ausländischen Spieler 2011 (benannt von eurobasket.com)[12]
- ProA-Meister mit Vechta 2018